# Surowina (Brynica)
Surowina (niem. Roden) – przysiółek wsi Brynica, położony w Polsce, w województwie opolskim, w powiecie opolskim, w gminie Łubniany.
W latach 1975–1998 przysiółek należał administracyjnie do województwa opolskiego.
W miejscowości znajdują się m.in.: strażacka wieża obserwacyjna (do początku XXI w. drewniana, obecnie betonowa), miejsce odpoczynku (w lesie, między Surowiną a Świerklami), Hubertus Dworek Myśliwski, wraz z salą weselną, salą konferencyjną, stawem, ogrodem Rhododendronów oraz infrastrukturą do imprez plenerowych („Agro-Dom” Surowina Sp. z o.o., 12 miejsc noclegowych) i stadnina koni.
Miejscowość jest położona na Równinie Opolskiej, na Obszarze Chronionego Krajobrazu „Lasy Stobrawsko-Turawskie”, w pobliżu Stobrawskiego Parku Krajobrazowego, Borów Kupskich i Jeziora Turawskiego. Najbliższe miasta to: Kluczbork, Olesno, Dobrodzień, Kolonowskie, Ozimek, Opole i Wołczyn.

## Historia
W bazie danych Kościoła Jezusa Chrystusa Świętych w Dniach Ostatnich znajdują się rekordy, dotyczące narodzin w miejscowości Surowine, datowanych na ok. 1633 r., jednak nie mają podanego źródła. Natomiast pierwsza uźródłowiona wzmianka o miejscowości pochodzi z 1784 r. – miejscowość Sarowine (Surowina) jest wymieniona jako jeden z dwóch folwarków, związanych z miejscowością Brynica. Także w 1864 r. miejscowość została wymieniona jako folwark domenalny Czarnowąs.
Od początku lat 30. XX w. istniała w miejscowości szkoła podstawowa, w formie hali/baraku z drewna. Oprócz sali dydaktycznej, w budynku znajdował się też pokój nauczyciela. Poświęcenia budynku dokonał 8 maja 1931 r. proboszcz brynicki Walter Jaesche. Podczas otwarcia był też obecny landrat opolski, hrabia Michael von Matuschka. W latach powojennych szkołę zamknięto (uczniowie uczęszczali do szkoły w Świerklach, a potem w Brynicy), a budynek rozebrano w latach 70.
W 1936 r. w miejsce nazwy Surowine wprowadzono nazwę Roden.
Na przełomie XX i XXI w. w miejscowości działał sklep spożywczy.

## Komunikacja
Przez miejscowość przechodzi 1 droga powiatowa nr 1702 (ulica Opolska), łącząca drogi wojewódzkie nr 454 i 461 (Czarnowąsy – Brynica). Najbliższe drogi rangi krajowej i wojewódzkiej to: 45 (ok. 10 km – Opole i 12 km – Jełowa) oraz 454 (ok. 7 km – Kup, ok. 8 km – Czarnowąsy i ok. 9 km – Dobrzeń Wielki), 457 (ok. 9 km), 461 (ok. 2 km) i 464 (ok. 8 km).
Najbliższe stacje kolejowe to: Czarnowąsy (ok. 9 km), Dobrzeń Wielki (ok. 9 km) i Jełowa (ok. 10 km), znajdujące się przy liniach kolejowych łączących Opole z Wrocławiem (przez Jelcz-Laskowice) i Kluczborkiem, po których kursują pociągi Przewozów Regionalnych Sp. z o.o., relacji Opole-Jelcz-Laskowice (stacje w Czarnowąsach i Dobrzeniu Wielkim) oraz Opole-Namysłów, Nysa-Kluczbork i Opole-Kluczbork (stacja w Jełowej). Najbliższe węzły kolejowe to: Jełowa (węzeł z nieczynnym odgałęzieniem w kierunku Namysłowa przez Pokój) i Opole Główne (ok. 15 km).
W miejscowości znajduje się 1 przystanek autobusowy („Surowina”), przy którym zatrzymują się autobusy Opolskiego PKS-u SA, kursujące na trasach Opole-Kaniów (przez Brynicę), Opole-Kup (przez Brynicę) i Opole-Stare Budkowice (przez Brynicę).

## Zabytki
- kapliczka z początku XIX w., murowana, otynkowana, z niszą ujętą boniowaniem i nowszym szczytem; w środku barokowo-ludowa rzeźba Jana Nepomucena z 1. połowy XIX w.